# 基納基特鎮區 (北卡羅萊納州戴爾縣)
基納基特鎮區（英語：Kinnakeet Township）是位於美國北卡羅萊納州戴爾縣的一個鎮區。

## 地方資料
基納基特鎮區的面積為44.02平方千米，皆為陸地。根據2020年美國人口普查的數據，當地共有人口1036人，而人口密度為每平方千米23.53人。